# 塔拉斯山
修道者山（烏克蘭語：Черне́ча гора́），別稱塔拉斯山（烏克蘭語：Тара́сова гора́），是位於乌克兰近卡尼夫一帶的第聂伯河岸的山，也是舒夫真高國家歷史與自然博物館保護區所在，該處自1861年起葬有著名烏克蘭詩人與藝術家塔拉斯·谢甫琴科。舒夫真高原葬於圣彼得堡斯莫連斯基墳場，後遷葬第聶伯河岸。